# Jorge Omar del Río
Jorge Omar del Río (Olivos, provincia de Buenos Aires, 26 de julio de 1946) es un expiloto argentino de automovilismo.

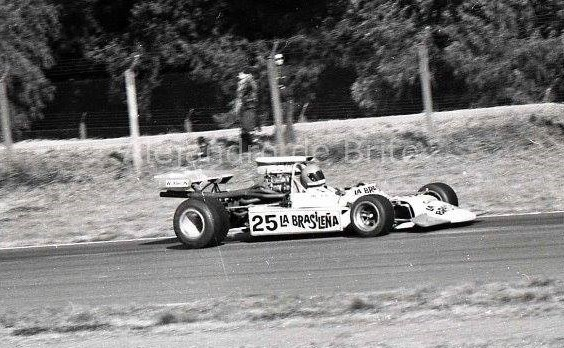
Jorge Omar del Río en Fórmula 1 Mecánica Argentina 1973.

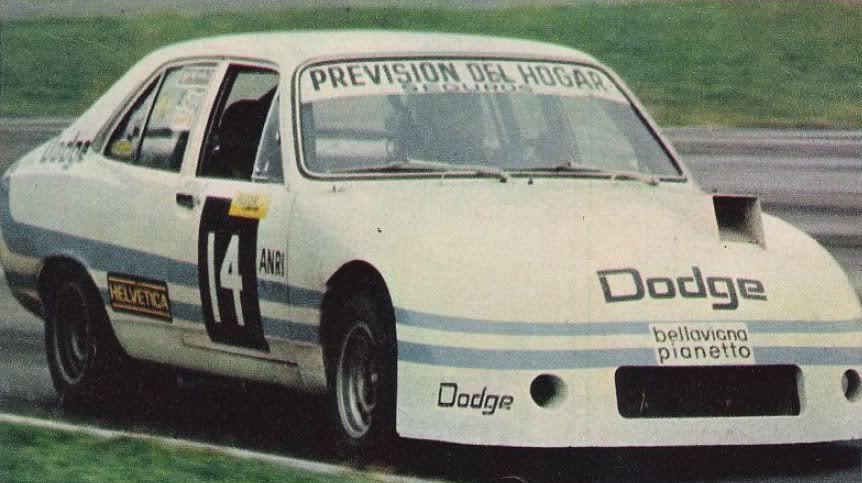
Dodge 1500 de Jorge Omar del Río de 1980.

## Biografía
A lo largo de 26 años, fue un piloto de trayectoria nacional y continental, consiguiendo una vasta experiencia en el deporte motor, que le permitió ser acreedor de 4 títulos de campeón a nivel nacional: 1 Campeonato de Fórmula 1 Argentina y 3 de TC 2000. En esta última categoría fue un amplio protagonista, ya que no solo fue su primer campeón oficial, también obtuvo el primer tricampeonato de la especialidad de manera consecutiva, marca que más tarde fuera superada por el 7 veces campeón Juan María Traverso. Fue además el primer campeón con el modelo Dodge 1500, formando equipo junto a Luis Rubén Di Palma, quienes fueron los responsables de la creación de una de las leyendas más populares del automovilismo argentino.
Además del TC 2000 y la F1 Nacional, también se desempeñó en otras categorías de nivel continental como la Fórmula 2 Codasur, el Sport Prototipo Internacional, el Club Argentino de Pilotos, el Supercart y el Turismo Carretera. A su vez, mientras desarrollaba su carrera de piloto, en 1974 fundó la primera escuela de pilotos de carreras del continente, llegando a formar pilotos que más tarde se consagraron campeones en las diferentes categorías que participaron. Por este logro, más tarde fue acreedor de su apodo más famoso: El Profesor.
Se retiró a mediados de la década del '90, dando paso a un ambicioso proyecto del cual hoy es su director: Su propia Escuela de Manejo Avanzado. En esos años, era común ver sus clases durante los comerciales de cada carrera de TC 2000 y hasta incluso llegó a hacer una demostración en vivo y en directo en una de las pruebas corridas en el Autódromo Oscar y Juan Gálvez.

## Como comentarista
Del Río fue comentarista principal de todas las clasificaciones & las carreras de Fórmula 1 transmitidas en directo por PSN para gran parte de Latinoamérica y el Caribe (excepto Brasil) al lado de Andrés Perco en los relatos. También fue comentarista de las pruebas de clasificación y las carreras completas transmitidas por Carburando Internacional a través de El Trece, TyC Sports, TyC Sports 4, TyC Max, Multideporte, TyC Max 4 y Telecanal 4 al lado de Marcelo Mercado o Eduardo González Rouco en los relatos y Andrés Perco en los boxes para las transmisiones del TC 2000 en los relatos. También en años previos en TELEFE Deportes, TEAM Producciones S.A. y Produfe al lado de Fernando Tornello y Eduardo Ruiz además debutó como analista en las trasmisiones deportivas de Canal 9 Libertad año 1986 junto a Enrique Moltoni y Carlos Caroni en la Fórmula 2 Codasur y tal vez en estudios centrales junto a Roberto Eguia mas posibles periodistas para dicha categoría sudamericana en boxes como Diego Allabi y Carlos Arena.

## Palmarés
| Título     | Especialidad       | Marca           | Año  |
| ---------- | ------------------ | --------------- | ---- |
| Subcampeón | Fórmula 1 Nacional | Berta-Dodge     | 1978 |
| Campeón    | Fórmula 1 Nacional | Berta-Dodge     | 1979 |
| Campeón    | TC 2000            | Dodge 1500      | 1980 |
| Campeón    | TC 2000            | Volkswagen 1500 | 1981 |
| Campeón    | TC 2000            | Volkswagen 1500 | 1982 |

- [1][2]